# Urana
Urana – miasto w Australii, w stanie Nowa Południowa Walia.